# Andrena nasonii
Andrena nasonii es una especie de abeja de la familia Andrenidae. Se encuentra en América central y Norteamérica.
La hembra mide de 7 a 9 mm, el macho de 6 a 8 mm. La tibia es gruesa. Es una especie generalista que colecciona polen de muchas especies diferentes de plantas.

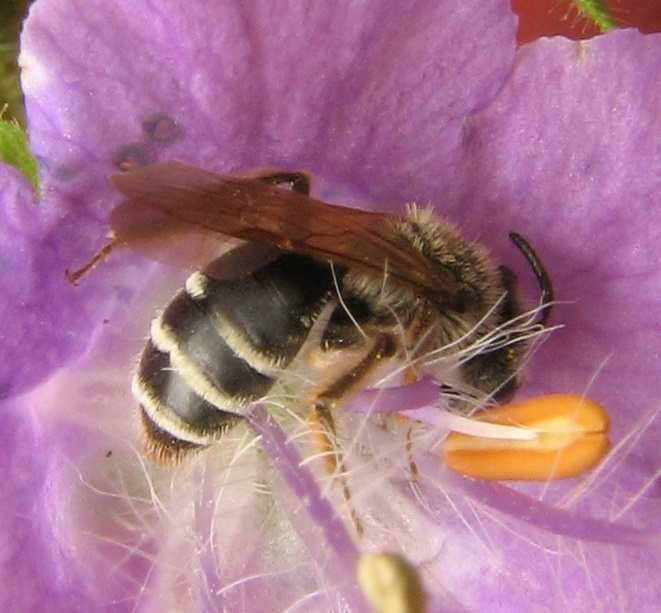
Hembra